# Geraldo Brasil
Geraldo Brasil foi um programa de televisão brasileiro apresentado pelo jornalista Geraldo Luís. Em sua primeira fase, com o foco no jornalismo e entretenimento, era exibido nas tardes da Rede Record que na época buscava vencer o SBT na faixa da tarde. Foi o programa de variedades de menor duração da Rede Record, com apenas 5 meses de exibição.
Em janeiro de 2017, a RecordTV anunciou a volta do programa nas noites de sexta-feira, em novo formato, reprisando as melhores reportagens de Geraldo Luís que foram ao ar em no seu programa dominical, o "Domingo Show".

## História

### 2009 - 1ª fase

Logotipo da primeira fase.

Foi criado em 6 de julho de 2009, substituindo o Programa da Tarde, como parte da série de reformulações da grade da emissora. O apresentador deixou o comando do Balanço Geral SP para se dedicar ao seu novo programa.
Devido a baixa audiência do programa, alterações de horários, onde chegou a marcar menos de 2 pontos no IBOPE, também teve mudanças de formatos diversas vezes para ver se decolava na audiência, teve estilo de Casos de Família, aonde pessoas resolviam problemas e discutiam assuntos do cotidiano, estilo barraco, estilo feminino, estilo policial, estilo entretenimento, estilo jornalismo, e até sobre o reality rural A Fazenda.
Quando a 1ª edição do programa A Fazenda começou, era exibido flash ao vivo, e um boletim do dia, dava boa audiência. Logo depois com seu fim caiu na audiência e chegou a ficar 5° lugar no IBOPE, com a estreia da segunda edição do reality A Fazenda o programa era totalmente dedicado ao reality mas mesmo assim não tinha audiência. Até a famosa "Passarela" aonde famosos atravessavam, que era exibida pelo Hoje em dia, foi colocada no programa para dar audiência, mas também não alavancou.
Devido a outra reformulação na grade, o programa foi exibido pela última vez em 18 de dezembro de 2009 e nunca mais voltou a programação da emissora. No mesmo horário, a partir de 21 de dezembro de 2009, foi exibido uma programação especial de férias com as séries A Múmia, Wolverine e os X-Men, A Nova Super Máquina, Hércules, Todo Mundo Odeia o Chris, H20: Meninas Sereias e Pica-Pau.

### 2017 - 2º fase
No final de 2016 a RecordTV anuncia que Geraldo Luís terá outro programa e dessa vez nas noites de Sexta-Feira. Inicialmente chamado de "Sexta Total", o programa que no inicio de 2017 foi confirmado com o nome de "Geraldo Brasil" tem como objetivo reexibir as melhores reportagens feitas pelo Geraldo no seu principal programa que é exibido aos Domingos, o "Domingo Show". A estreia do programa aconteceu no dia 27 de janeiro de 2017, a partir das 22:30.
No fim de 2016, havia uma ideia de colocar Geraldo Luís ao vivo, diariamente no horário nobre, mas o apresentador não quis fazer por conta de sua saúde, alegando que seria extremamente desgastante.
Essa atração ficou no ar até 3 de março. A partir do dia 6 de março voltou tudo ao normal e com programas inéditos na faixa de shows (e "Geraldo Brasil" deixou de ser exibido
No fim do mês de maio de 2017, Record decidiu que o Geraldo Brasil voltaria, só que como no formato anterior, o programa reprisa algumas reportagens do programa dominical de Geraldo, o Domingo Show, o programa voltará nas segundas-feiras, para suceder temporariamente o programa Dancing Brasil, apresentado por Xuxa Meneghel.
Em seu primeiro programa da nova fase, em 04 de julho de 2017, derrubou a audiência da Rede Record no horário.

### Apresentador
- Geraldo Luís

## Quadros (1ª fase - 2009)
- Orelhão do Geraldão
- Cara a Cara com o Geraldo
- Rancho do Geraldo
- Desafio do Geraldo
- Discutindo a Relação
- Soltando os Bichos
- Jogo da Memória
- Saudade da Minha Gente
- Volta Para Mim
- Agility Canino
- Prova do Cotonete
- Fofocas dos Famosos
- Dicas de Etiqueta com Fábio Arruda
- Passarela dos Famosos
- Amor volta para mim